# ウッチャンナンチャンのコンビニエンス物語
『ウッチャンナンチャンのコンビニエンス物語』（ウッチャンナンチャンのコンビニエンスものがたり）は、1990年4月8日から5月13日まで、テレビ東京系列で日曜21:00 - 21:54 (JST) に放送されたテレビドラマ。全6話。当時若手芸人として人気を集めていたウッチャンナンチャンの2人が初主演したテレビドラマ作品である。

## 概要
コンビニ「ファミリーマート」を舞台にした青春コメディードラマ。
毎回ゲストのキャラクターが登場する構成で、ダウンタウン、西川のりお、荒井注などのお笑いタレントや個性派俳優が出演した。また本作の主題歌「パッシュ」を担当したTHE MINKSのメンバーも第2話でメジャーデビューを夢見るインディーズバンド役で出演した。
本放送終了後、ビデオソフトが発売された。またビデオソフトでは荒井注が出演したエピソードのみ、一部のBGMが本放送時と異なっている。

## スタッフ
- 脚本：内村宏幸
- 演出：永峰明
- 音楽：PSYCHO FARM
- スタジオ：国際放映
- プロデューサー：不破敏之（テレビ東京）、波田野憲雄・北澤栄博（ニユーテレス）
- チーフプロデューサー：渡辺つとむ（テレビ東京）
- 製作：テレビ東京、ニユーテレス

## キャスト
- 日当幸治 - 内村光良
- 北島清宏 - 南原清隆
- 奥居雅人 - 勝俣州和
- 岡村尚人 - 辻輝猛
- 鈴木智久 - 鮫島伸一
- 内山勝恵 - 重田千穂子
- 竹内美子 - 千うらら
- 笹川哲子（豊の妻） - あき竹城
- 笹川豊（店長） - 前田吟
- 竹井みどり
- 岡本夏生

### ゲスト
第1話
- 清田那保 - 西川のりお
- ダウンタウン
- 蛭子能収

第2話
- 野沢直子

また、当時無名だった出川哲朗も出演している。

## サブタイトル
1. 本日開店ウッチャンナンチャンの深夜ストアー奮戦記 （「人間なんてラララ…」）
2. 深夜大騒ぎウッチャンナンチャン店内熱狂コンサート （「夢見るだけではラララ…」）
3. 元気出せよウッチャンナンチャンの単身赴任お父さん（「東京なんて ラララ…」）
4. 家族大騒動ウッチャンナンチャン深夜の熱愛おじさん （「人生はいつでも ラララ…」）
5. 君に夢中！ウッチャンナンチャン深夜ツッパリ恋少女 （「今はとりあえず ラララ…」）
6. さようならウッチャンナンチャン夢見る時は過ぎて（「男になる為には…」）

（括弧内はビデオ化時のサブタイトル）

## 放送局
系列は当時のもの。
| 放送地域      | 放送局         | 放送期間               | 放送日時                  | 系列                          | 備考   |
| ------------- | -------------- | ---------------------- | ------------------------- | ----------------------------- | ------ |
| 関東広域圏    | テレビ東京     | 1990年4月8日 - 5月13日 | 日曜 21:00 - 21:54        | テレビ東京系列                | 製作局 |
| 北海道        | テレビ北海道   | 1990年4月8日 - 5月13日 | 日曜 21:00 - 21:54        | テレビ東京系列                |        |
| 愛知県        | テレビ愛知     | 1990年4月8日 - 5月13日 | 日曜 21:00 - 21:54        | テレビ東京系列                |        |
| 大阪府        | テレビ大阪     | 1990年4月8日 - 5月13日 | 日曜 21:00 - 21:54        | テレビ東京系列                |        |
| 岡山県 香川県 | テレビせとうち | 1990年4月8日 - 5月13日 | 日曜 21:00 - 21:54        | テレビ東京系列                |        |
| 宮城県        | ミヤギテレビ   | 1990年11月             | 月曜 - 金曜 16:00 - 17:00 | 日本テレビ系列                |        |
| 長野県        | 長野放送       | 1990年11月             | 月曜 - 金曜 16:00 - 17:00 | フジテレビ系列                |        |
| 山形県        | 山形放送       | 1992年3月30日 - 5月    | 月曜 16:00 - 17:00        | 日本テレビ系列 テレビ朝日系列 |        |

## 備考
- ロケ地は、ファミリーマート東山三丁目店だがドラマの設定上は池尻大橋店となっている。
- 1992年1月と2月にかけて関東地区で本作の再放送が行われたが、放送時間が日曜11時だったため、当時ウッチャンナンチャンがレギュラー出演していたフジテレビの『笑っていいとも!増刊号』の裏番組となった。[要出典]
- ウンナンにとっては、初めてのテレビ東京製作の番組への出演となった。なお、南原は2004年10月から『教えて!ウルトラ実験隊』で司会を担当したが、番組は放送内容の捏造が発覚したために翌年2月をもって打ち切られた。それ以降、南原はテレビ東京のレギュラー番組を持っていない。一方、内村は2011年12月に特番で放送された『そうだ旅（どっか）に行こう。人生最高の旅 芸能人が突然休みをもらったら…』に出演後、同番組がレギュラー化されたため、22年ぶりのテレビ東京でのレギュラー番組となった。
- 福岡ではTVQ開局前のため既存局では放送されていない。開局後には午前中の時間帯に放送されている。[要出典]

| テレビ東京系列 日曜21:00 - 21:54枠 | テレビ東京系列 日曜21:00 - 21:54枠        | テレビ東京系列 日曜21:00 - 21:54枠 |
| 前番組                             | 番組名                                    | 次番組                             |
| ---------------------------------- | ----------------------------------------- | ---------------------------------- |
| マザコン刑事の事件簿               | ウッチャンナンチャンの コンビニエンス物語 | ぼくが医者をやめた理由             |